# Microcharon ullae
Microcharon ullae là một loài chân đều trong họ Microparasellidae. Loài này được Pesce miêu tả khoa học năm 1981.